# پاناکسی تریول
پاناکسی تریول (به انگلیسی: Panaxytriol) با فرمول شیمیایی C۱۷H۲۶O۳ یک ترکیب شیمیایی با شناسه پاب‌کم ۱۱۱۰۸۶۶۶ است. که جرم مولی آن ۲۷۸٫۳۹ g/mol می‌باشد. 